# 富錦口岸
富錦口岸（ふきん-こうがん）は中華人民共和国黒竜江省富錦市四季屯とロシア連邦ハバロフスク地方ハバロフスクの間に位置する水路出入国検査場。
1989年7月に国務院により国家一類口岸に指定され、1993年10月には旅行者にも開放された。松花江下流、富錦市市街地北部に位置する。松花江は上流のハルビン市やジャムス市と水運で結ばれ、下流はアムール川と合流しハバロフスク、更に日本海へと連絡している。